# Jeanine Collard
Pour les personnes ayant le même patronyme, voir Collard.
Jeanine Collard est une cantatrice française, née le 8 juillet 1923 à Charleville (Ardennes) et morte le 23 mars 2016 à Sèvres.
Cette mezzo-soprano a été membre de la troupe de l'Opéra de Paris et de l'Opéra-Comique, et professeur de chant à l'Institut national des jeunes aveugles de 1956 à 1971.
Elle débute le 29 décembre 1951 à l'Opéra-Comique dans Werther de Jules Massenet (rôle de Katchen). Elle y interprète également L'Enfant et les Sortilèges (la Libellule), Lakmé (Malika), Madame Butterfly (Suzuki), Madame Bovary d'Emmanuel Bondeville (une commère), Les Contes d'Hoffmann (Mme Luther), L'Amour sorcier (la chanteuse), Masques et Bergamasques de Gabriel Fauré et Ciboulette (Nicole).

## Discographie sélective
- François Couperin, Trois leçons de ténèbres pour le mercredi saint - Enregistré en 1955.
- Marc-Antoine Charpentier : Lamentations pour les obsèques de la Reine Marie Thérèse, "In obitum augustissimæ nec non piissimæ Gallorum regina lamentum "H.409 (1re partie), Andrée Esposito, Jeanine Collard, Solange Michel, Jacques Prusvot, Michel Sénéchal, Louis Noguera, Henriette Roget, orgue, Chorale et orchestre des Jeunesses Musicales de France, dir. Louis Martini. LP Pathé 1958.
- Marc-Antoine Charpentier : Missa assumpta est Maria H.11, Élèvation H 51  - Martha Angelici, Jean Archimbaud (d), Solange Michel, Jeanine Collard (a), Jean Giraudeau (t), Louis Noguera (b), Henriette Roget (orgue), Chorale des Jeunesses Musicales de France et Orchestre, Louis Martini. LP Pathé 1954.
- Marc-Antoine Charpentier, De profundis H.189, Nicolas Bernier, Confitebor Tibi Domine : Martha Angelici, Jean Archimbaud (d), Jeanine Collard, Yvonne Melchior (a), Jean Giraudeau, Pierre Giannotti (t), Louis Noguera (b), Henriette Puig-Roget (orgue), Orchestre et Chorale des Jeunesses musicales de France, Louis Martini, LP Pathé 1955.
- Marc-Antoine Charpentier : Miserere des Jésuites H.193, Charles-Hubert Gervais, Exaudiat Te : Martha Angelici, Andrée Esposito (d), Jeanine Collard, Solange Michel (a), Jean Giraudeau (t), Louis Noguera (b), Chorale des Jeunesses Musicales de France, Orchestre des Concerts Pasdeloup, Henriette Roget (orgue), Louis Martini, LP Pathé 1957 report CD EMI classics 2006 (uniquement le Miserere).
- Hector Berlioz : Les Troyens, Jean Giraudeau (Énée), Arda Mandikian (Didon), Jeannine Collard, Xavier Depraz, (Narbal), Ensemble vocal de Paris, dir. André Jouve, Orchestre de la Société des Concerts du Conservatoire, dir. Herman Scherchen(extraits). 2 CD Tahra (1952 report Emi 1995 et 2006).
- Maurice Ravel, L'Enfant et les Sortilèges, Lorin Maazel (dir.) - Deutsche Grammophon, 1961
- Arthur Honegger, Le Roi David - Enregistré en 1973.

## Biographie
- Stéphane Wolff, Un demi-siècle d'Opéra-Comique (1900-1950), éd. André Bonne, Paris, 1953.